# آرثر غرانت
آرثر غرانت (بالإنجليزية: Arthur Grant)‏ (10 يونيو 1957 في المملكة المتحدة - ) هو لاعب كرة قدم بريطاني في مركز جناح. لعب مع نادي فالكيرك وهاميلتون أكاديميكال ونادي دمبرتون ونادي كلايد ونادي ستنهاوسموير ونادي ألوا أثليتيك ونادي ستيرلينغشير الشرقية.